# Памятник А. С. Пушкину (Казань, улица Пушкина)
Памятник А. С. Пушкину на улице Пушкина — самый известный в Казани памятник великому русскому поэту, драматургу и прозаику Александру Сергеевичу Пушкину (всего в городе ему установлено три памятника — две статуи и один бюст). Автором скульптуры является Н. К. Вентцель. Ежегодно 6 июня, в день рождения поэта, у этого памятника проводятся мероприятия в рамках Дня русского языка.

## Территориальное расположение
Памятник Пушкину находится в Вахитовском районе Казани. Он установлен в экседре (полукруглом заглублении) бокового фасада Татарского театра оперы и балета имени Мусы Джалиля, выходящего на улицу Пушкина. 
Памятник великому русскому поэту расположен с восточной стороны театра, в то время как с его западной стороны, также в экседре, находится сопоставимый по размеру памятник великому татарскому поэту Габдулле Тукаю (1886—1913). Оба памятника символизируют русскую и татарскую культуры, воплощённые в традициях Татарского театра оперы и балета имени Мусы Джалиля.

## Описание
Статуя Пушкина стоит на высоком круглом пьедестале, с лицевой стороны которого содержатся рельефные надписи в две строки: «А. С. Пушкин» и «1799—1837». Снизу эти надписи обрамлены рельефным изображением лавровой ветви.
Поэт изображён одетым в сюртук, в позе со скрещёнными на груди руками и задумчивым лицом, смотрящим вниз; сзади с его плеч свисает дорожный плащ.  
Изначально скульптура, по признанию её автора — Надежды Константиновны Вентцель (1900—1998), была изготовлена из бетона, хотя в более поздних публикациях со ссылкой на художника Фарида Якупова ошибочно утверждалось, что она была гипсовой. В 2005 году в рамках подготовки к 1000-летию Казани бетонная скульптура Пушкина была демонтирована, а вместо неё была установлена такая же, но отлитая в бронзе.       

## История

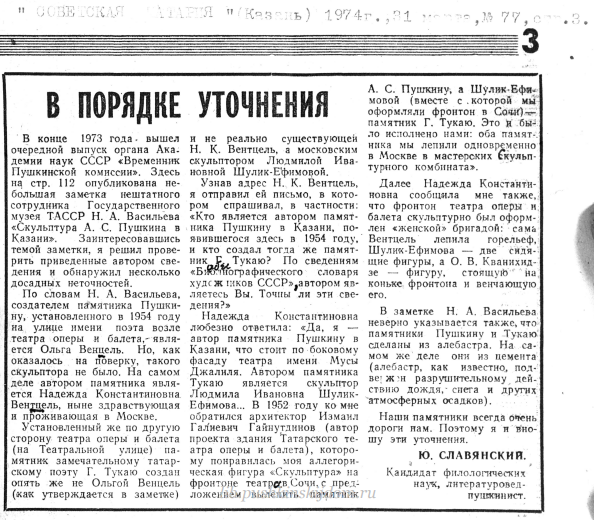
Заметка пушкиниста Ю. Славянского в газете «Советская Татария» от 31 марта 1974 года об истории создания памятника Пушкина в Казани (в данной публикации Ю. Славянский ошибся только в дате установки памятника — он появился в 1956 году, а не в 1954)

Согласно воспоминаниям Н. К. Вентцель, в 1952 году архитектор строящегося в Казани Татарского театра оперы и балета И. Г. Гайнутдинов обратился к ней с просьбой принять участие в скульптурном оформлении боковых фасадов театра. Ему понравилась выполненная Н. К. Вентцель аллегорическая фигура «Ваяние» («Скульптура») на фронтоне Зимнего театра в Сочи. И. Г. Гайнутдинов предложил Н. К. Вентцель выполнить для казанского театра памятник Пушкину, а её напарница по творчеству Л. И. Ефимова (Шулик) была привлечена к созданию памятника Тукаю. Обе скульптуры были сделаны в одно время в Москве в мастерских «Скульптурного комбината».
Много лет спустя художник Фарид Якупов утверждал, что Н. К. Вентцель, работая над памятником поэту, «использовала посмертную маску Пушкина, выполненную Гальбергом, а не придумала образ поэта». 
В 1956 году строительство Татарского театра оперы и балета имени Мусы Джалиля было завершено; в том же году памятник Пушкину был открыт, как и памятник Тукаю. 
Бетонная скульптура Пушкина простояла 49 лет. В 2005 году, уже после смерти её автора — Н. К. Вентцель, она была демонтирована, а вместо неё установили такую же скульптуру, отлитую в бронзе.
В советские годы у памятника Пушкину, в день рождения поэта 6 июня, стал регулярно проводиться День поэзии, традиция которого продолжилась и в постсоветский период. В 2013 году в Татарстане официально объявили 6 июня Днём русского языка и с тех пор ежегодно в этот день у памятника Пушкину проводятся торжественные мероприятия с участием руководителей республики.